# Dobongsan
Dobongsan es un monte situado en el parque nacional Bukhansan en Corea del Sur. Se extiende entre el distrito de Dobong-gu en Seúl, y las ciudades de Yangju y Uijeongbu, en la provincia de Gyeonggi-do. Tiene una elevación de 739,5 m.